# 林敬冕
林敬冕（1541年—？），字紹周，號笏岩、笏巗，福建興化府莆田縣东庄下耕滨人，民籍，明朝政治人物。

## 生平
嘉靖四十三年（1564年）甲子科福建鄉試第七名舉人。隆慶二年（1568年）中式戊辰科會試第三百四十五名，三甲第三十五名進士。授长兴知县。历官广信府同知、江西赣州府、河南南阳府知府，十七年七月以不及改调。

## 家族
曾祖林與節；祖父林待東；父林亮邦，母黃氏。重庆下。弟端冕、敬止、敬忠、敬義、林廕、敬賢。